# Giovanni Boniolo
Giovanni Boniolo (Padova, 8 agosto 1956) è un filosofo e cestista italiano.

## Carriera sportiva
Cresciuto nel Petrarca Basket, a 16 anni debutta in prima squadra (1971), diventando in quell'anno il più giovane giocatore di Serie A e B. Giocò con il Petrarca Basket fino all'età di 24 anni (1980). Dal 2010 al 2012 ne è anche stato presidente. Continua a giocare a basket e ad andare in bicicletta

## Carriera accademica
Laureato in Fisica (1981) e Filosofia (1985) all'Università di Padova, insegna fino al 1992 "Matematica e Fisica" negli istituti superiori di Padova, avendo anche contratti d'insegnamento presso la LUISS di Roma e l'Università di Padova.
Professore associato (dal 1992) e quindi ordinario (dal 2001) di "Logica e Filosofia della scienza". Ha lavorato all’Università di Padova (Dipartimento di Filosofia), all’Università di Milano (Dipartimento di Medicina e aggregato al Campus Ifom-Ieo di Milano), all’Università di Ferrara (Dipartimento di Neuroscienze e Riabilitazione).
È Ambasciatore Onorario della Technische Universität München, dove è anche Alumnus dell’Institute for Advanced Study.
Dal 27/12/2023 è Cavaliere Ordine al Merito della Repubblica Italiana
Si è occupato di filosofia della fisica. Ora si interessa di filosofia della medicina e della biomedicina, di etica della ricerca e della pratica clinica, di filosofia della scienza generale, di teoria delle decisioni individuali e collettive, di educazione alla libertà.
È membro e consulente di riviste, case editrici e istituti culturali nazionali e internazionali.
Il suo lavoro è testimoniato da circa 20 fra monografie e curatele (pubblicate anche per Cambridge University Press, Palgrave, McMillan, Springer, Mimesis, Raffaello Cortina, Garzanti, Bollati Boringhieri, Einaudi, Mondadori, Zanichelli) e da circa 240 saggi pubblicati su riviste internazionali con arbitraggio.
Il sito ufficiale:  giovanniboniolo.it